# ملاس السفلى (الصومعة)

تعديل مصدري - تعديل

ملاس السفلى هي إحدى قرى عزلة المحمدين بمديرية الصومعة التابعة لمحافظة البيضاء، بلغ تعداد سكانها 23 نسمة حسب تعداد اليمن لعام 2004.